# Gränna adventkyrka
Adventkyrkan i Gränna är en del av Sjundedags adventistsamfundet i Sverige, och har funnits sedan 1920-talet. Samfundet har mer än 21 miljoner medlemmar runt om i världen. 
Kyrkan i Gränna har bibelstudier och gudstjänster på lördagar .